# Álvaro Cortez
Álvaro Cortez (* 27. Oktober 1995) ist ein chilenischer Leichtathlet, der sich auf den Dreisprung spezialisiert hat, aber auch im Weitsprung an den Start geht.

## Sportliche Laufbahn
Erste internationale Erfahrungen sammelte Álvaro Cortez im Jahr 2011, als er bei den Jugendweltmeisterschaften nahe Lille mit einer Weite von 7,01 m im Weitsprung in der Qualifikation ausschied. Im Jahr darauf gewann er bei den Jugendsüdamerikameisterschaften in Mendoza mit 7,32 m die Silbermedaille im Weitsprung sowie mit 15,03 m auch im Dreisprung. 2013 erreichte er bei den Panamerikanischen Juniorenmeisterschaften in Medellín mit 15,53 m Rang vier im Dreisprung und 2014 nahm er erstmals an den Südamerikaspielen in Santiago de Chile teil und belegte dort mit 7,43 m den siebten Platz im Weitsprung und wurde im Dreisprung mit 15,51 m Fünfter. Anschließend erreichte er bei den Juniorenweltmeisterschaften in Eugene mit 15,88 m Rang acht und beim Panamerikanischen Sportfestival in Mexiko-Stadt erreichte er mit 7,57 m und 15,46 m die Plätze sieben und acht. Anschließend gewann er bei den U23-Südamerikameisterschaften in Montevideo mit 15,36 m die Silbermedaille im Dreisprung hinter dem Brasilianer Kauam Kamal Bento und wurde im Weitsprung mit 7,08 m Fünfter. 2015 belegte er bei den Südamerikameisterschaften in Lima mit 7,44 m den sechsten Platz im Weitsprung und wurde im Dreisprung mit 16,00 m Vierter. Im Dreisprung startete er bei den Panamerikanischen Spielen in Toronto und wurde dort mit 16,16 m Achter.
2016 belegte er bei den Ibero-Amerikanischen Meisterschaften in Rio de Janeiro mit 16,00 m den vierten Platz und siegte anschließend bei den U23-Südamerikameisterschaften in Lima mit 15,91 m im Dreisprung und erreichte im Weitsprung mit 6,93 m Rang sechs. Im Jahr darauf verbesserte er den chilenischen Rekord auf 16,74 m. 2020 wurde er dann bei den erstmals ausgetragenen Hallensüdamerikameisterschaften in Cochabamba mit neuem Landesrekord von 16,30 m Vierter.

## Persönliche Bestleistungen
- Weitsprung: 7,57 m (+0,8 m/s), 15. August 2014 in Mexiko-Stadt
- Dreisprung: 16,74 m (+1,2 m/s), 26. März 2017 in Santiago de Chile (chilenischer Rekord)
  - Dreisprung (Halle): 16,30 m, 2. Februar 2020 in Cochabamba (chilenischer Rekord)